# Preussia splendens
Preussia splendens är en svampart som tillhör divisionen sporsäcksvampar, och som först beskrevs av Roy Franklin Cain, och fick sitt nu gällande namn av Kruys. Preussia splendens ingår i släktet Preussia, och familjen Sporormiaceae. Arten är reproducerande i Sverige.